# Слободка (Данковский район)
Слободка — деревня Воскресенского сельсовета Данковского района Липецкой области России.

## География
Деревня расположена на левом берегу реки Птань. Через неё проходит просёлочная дорога.
На северо-западе граничит с деревней Николаевка.

## Население
| 2010 |
| ---- |
| 2    |